# St. Michael (Sausenhofen)

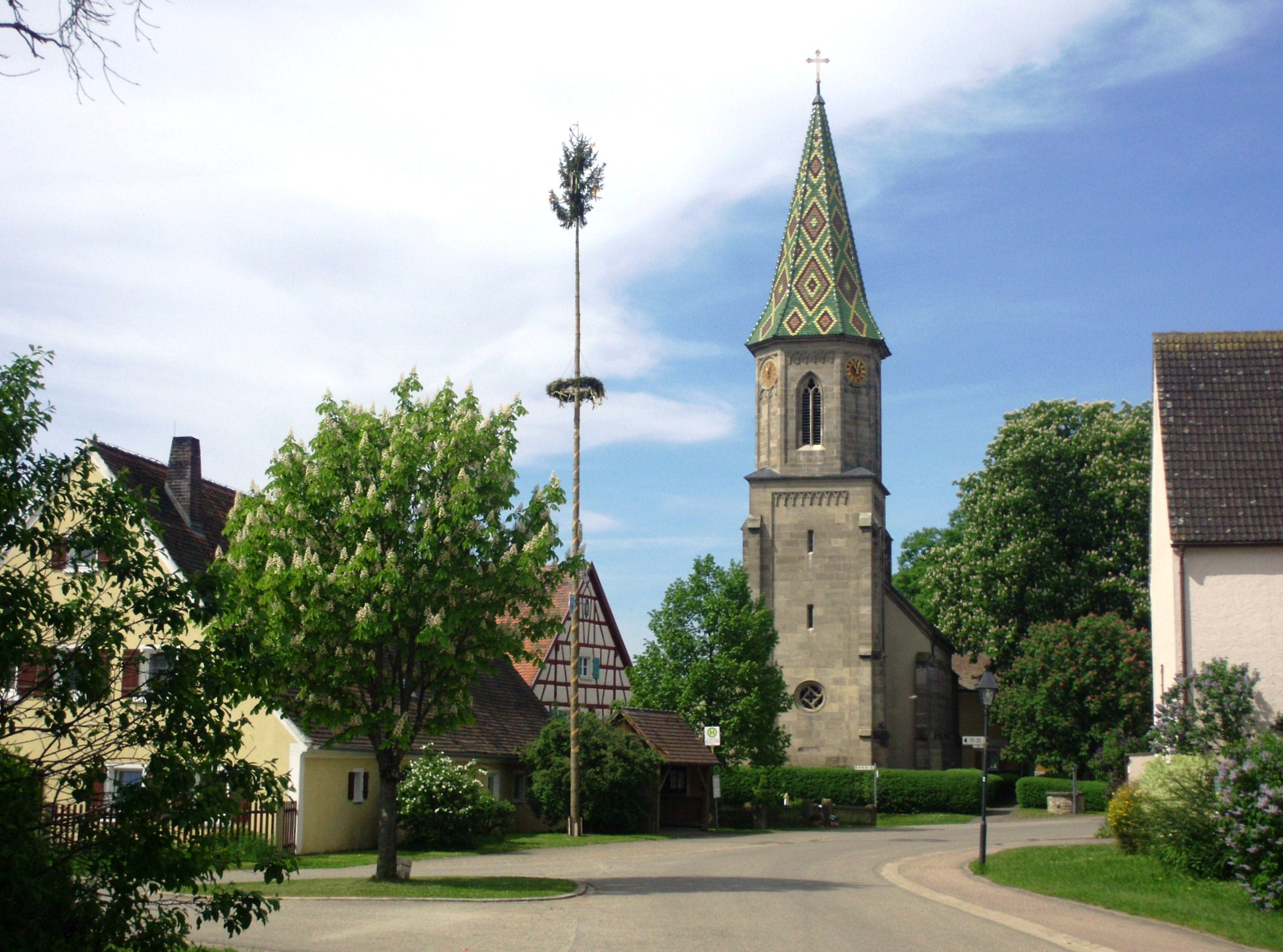
St. Michael in Sausenhofen im Mai 2012

Die St.-Michaels-Kirche ist eine evangelisch-lutherische Kirche in Sausenhofen, einem Gemeindeteil von Dittenheim im mittelfränkischen Landkreis Weißenburg-Gunzenhausen, und Filialkirche im Evangelisch-Lutherischen Dekanat Heidenheim. Die Adresse lautet Sausenhofen 30. Das Gebäude ist unter der Denkmalnummer D-5-77-122-30 als Baudenkmal in die Bayerische Denkmalliste eingetragen. Der mittelalterliche Vorgängerbau ist zurzeit als nachqualifiziertes Bodendenkmal mit nicht hergestelltem Benehmen unter der Denkmalnummer D-5-77-122-30 eingetragen.

## Geschichte und Architektur
Die Vorgängerkirche wurde ab 1050 erbaut und 1070 schließlich vom seligen Gundekar von Eichstätt geweiht. Sie wurde im Dreißigjährigen Krieg zerstört. Darauf wurde 1657 das Bauwerk erneuert. Die heutige Chorturmkirche wurde von 1865 bis 1868 als einheitlicher Kirchenbau im Stil der Neogotik unter teilweiser Einbeziehung des spätgotischen Vorgängerbaus gebaut. Der Patron ist wie beim Vorgängerbau der Erzengel Michael. Das aus Sandstein bestehende Bauwerk besitzt einen Kirchturm mit Turmhelm, der mit farbig glasierten Ziegeln geschmückt ist. Die Friedhofsmauer, 1762 errichtet und im 19. Jahrhundert umgebaut, steht unter Denkmalschutz.

## Ausstattung

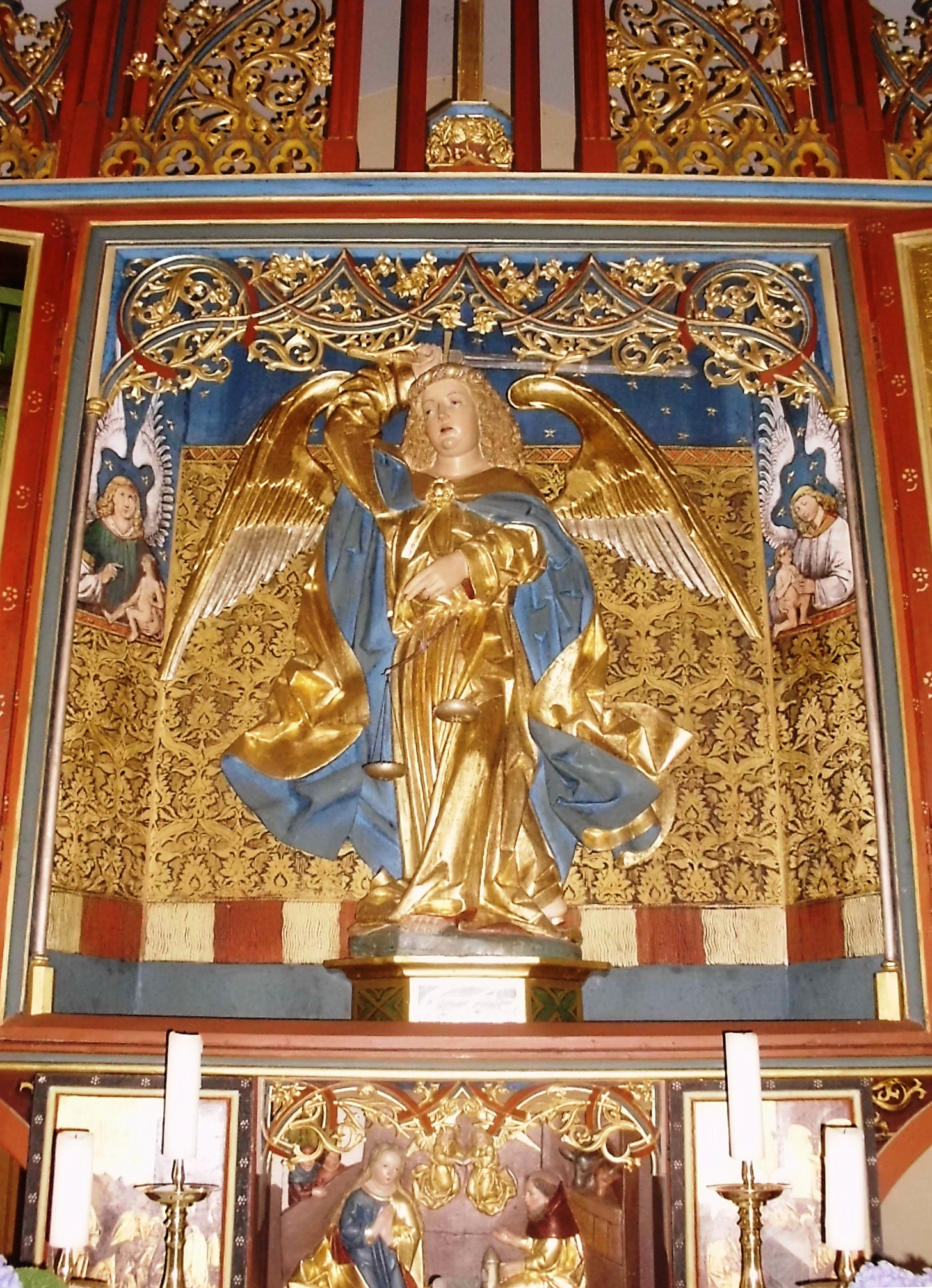
Detail Flügelaltar: Erzengel Michael als Seelenwäger

Im Kircheninneren befindet sich ein spätgotischer Flügelaltar, der 1493 von Leo Stehelin geschaffen wurde, einem vermeintlichen Maler aus Pfofeld. Er überstand den Dreißigjährigen Krieg ohne Schäden und besitzt vier bewegliche Flügel. Neben einer Statue des Erzengel Michael im Schrein und fränkisch-schwäbischer Tafelmalereien (um 1500), ist am Altar auch die Predella erwähnenswert. Letzteres zeigt die Brustbilder der heiligen Richard von Wessex, Willibald von Eichstätt, Wunibald und Walburga sowie zwei Wappen des Klosters Heidenheim.

## Orgel
Das Orgelwerk wurde von der Firma Steinmeyer aus Oettingen in Bayern eingebaut und besitzt sieben Register auf einem Manual mit Pedal und insgesamt 457 Pfeifen. Die Spiel- und Registertraktur ist in Form einer mechanischen Kegellade gebaut. Das Instrument mit der Opuszahl 92  wurde im  Jahr  1870  mit  Altteilen  aus der  Vorgängerorgel gebaut. 1889 hat Steinmeyer neue Kegelladen und teilweise neue Pfeifen eingebaut. Der Orgelklang wurde – bis auf den Einbau der neuen Zinn-Prospektpfeifen im Jahr 1989 – nicht verändert. 2023 wurde die Orgel von Orgelbaumeister Stefan Hasselt (Fa. Deiniger & Renner, Wassertrüdingen) renoviert und intonatorisch enorm bereichert.

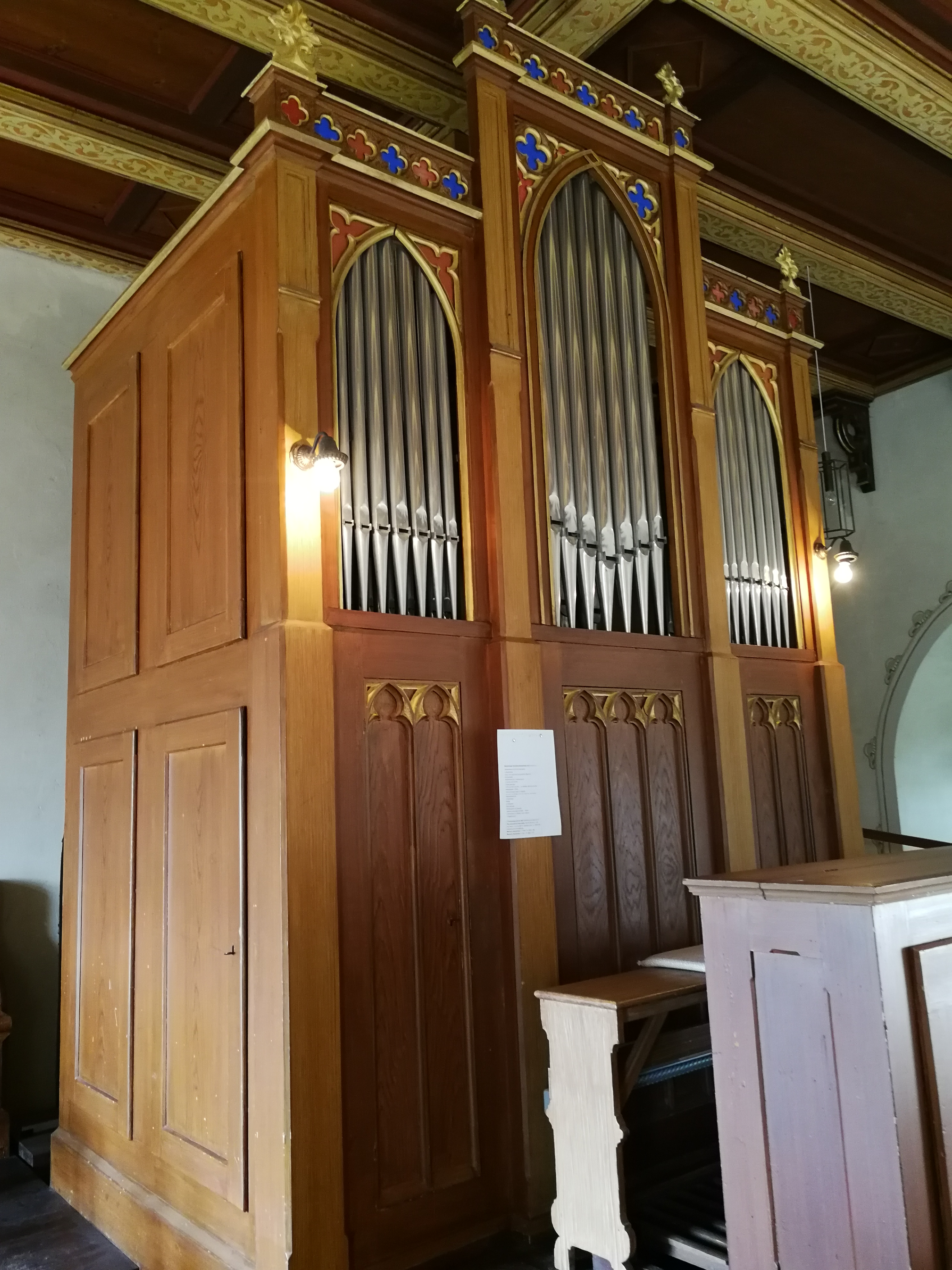
Steinmeyer-Orgel von 1870, opus 92, mit neogotischem Prospekt

Die Disposition der Orgel lautet wie folgt:
| I Manual C–f3 |       |
| Salicional    | 8′    |
| Gedackt       | 8′    |
| Flöte         | 8′    |
| Gedackt       | 4′    |
| Prinzipal     | 4′    |
| Mixtur        | 2 ⁄3′ |

| Pedal C–c1 |     |
| Subbass    | 16′ |

- Koppel: I/P, Calcant

## Glocken
Im Turm der Kirche hängen drei Glocken mit den Schlagtönen g1, b1 ,c2.

Die kleinste Glocke (jetzt Taufglocke) wurde 1856 von Johann Adam Kärnlein (1822–1875, Nürnberg) gegossen. Die Aufschrift oben lautet:
J. A. Kärnlein in Nürnberg hat mich im Jahre 1856 gegossen.

Die Aufschrift auf der einen Seite lautet:
Erz bin ich und todt, doch rufe ich Alle zu kommen, zu suchen in Noth
das Eine, das nie wird genommen von Ihnen:
den Herrn der das Leben und ewigen Frieden will geben.

Die Aufschrift auf der anderen Seite lautet:
Die Kirchen Verwaltung in Sausenhofen
Albrecht Schaumberg, ev. luther. Pfarrer u. Cameradt (??)
Andreas Schmidt, Kirchenpfleger.
Georg Siebentritt, K.w. Mitglied.
Andreas Siebentritt, Ortsvorsteher.
Die mittlere Glocke (11-Uhr-Glocke) wurde vor der Reformation um 1500 in Nürnberg gegossen. Die Aufschrift, welche mit kleinen Glöckchen verziert ist, lautet: Ave+Maria+gratia+plena+dominus+tecum
Die große Glocke (12-Uhr-Glocke) wurde 1959 von der Glockengießerfirma Bachert in Heilbronn gegossen. Die Aufschrift lautet oben: Ich bin die Auferstehung und das Leben
Die vordere Ansicht ziert das Christusmonogramm mit Krone, zudem ist auf der Rückseite angebracht: Den Gefallenen und Vermissten beiden Weltkriegen zum Gedächtnis

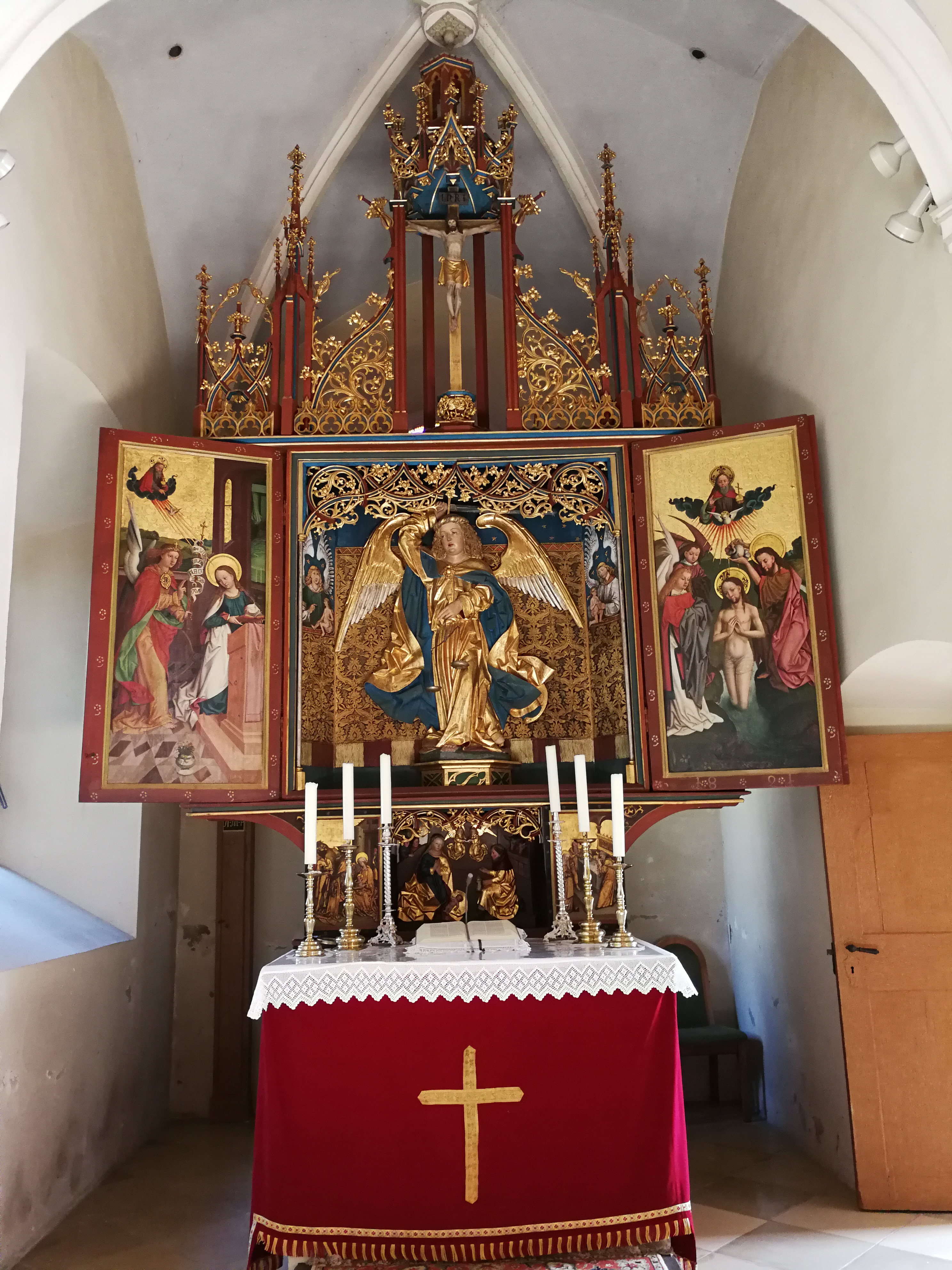
Flügelaltar
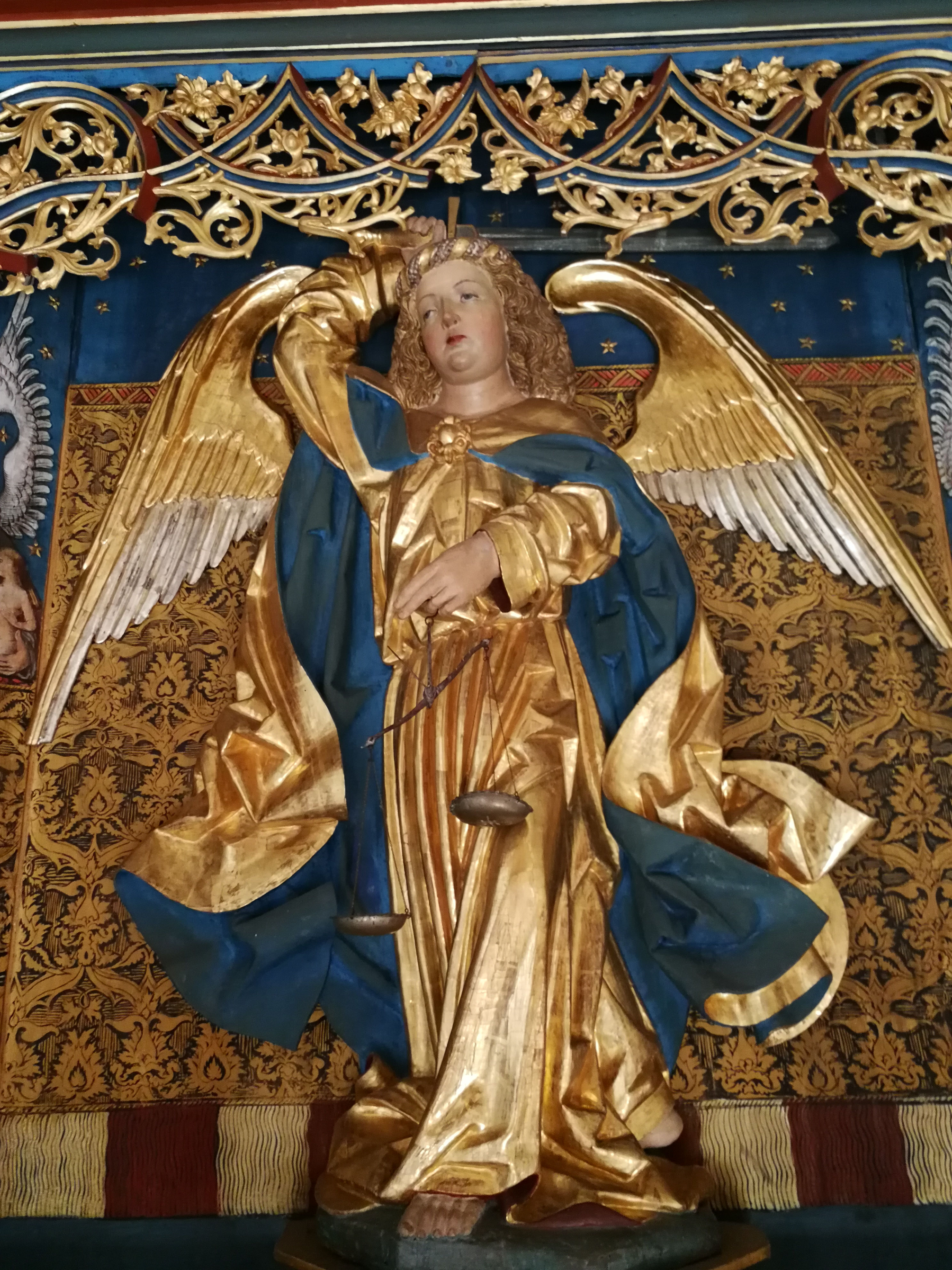
Erzengel Michael
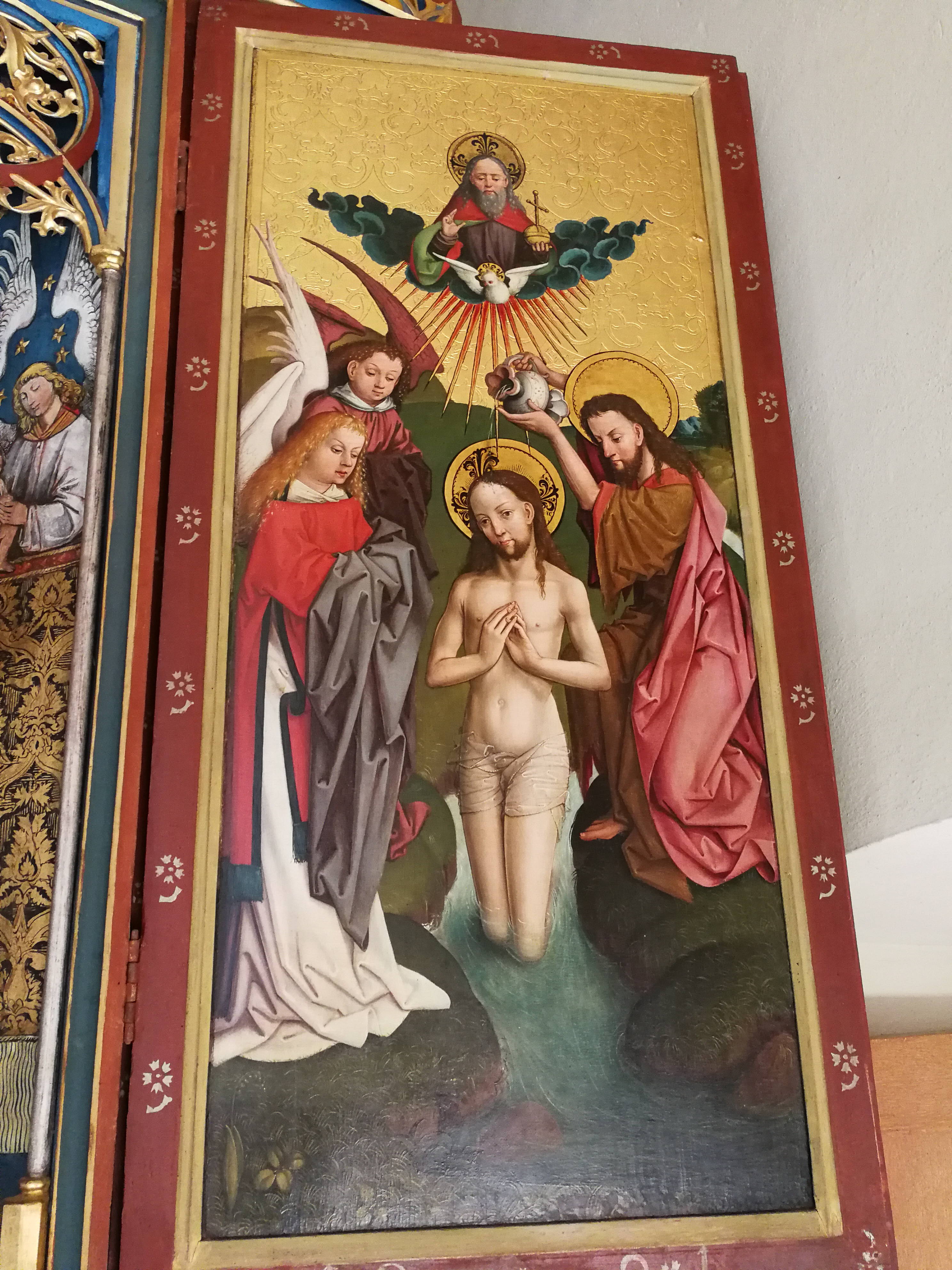
Taufe Jesu
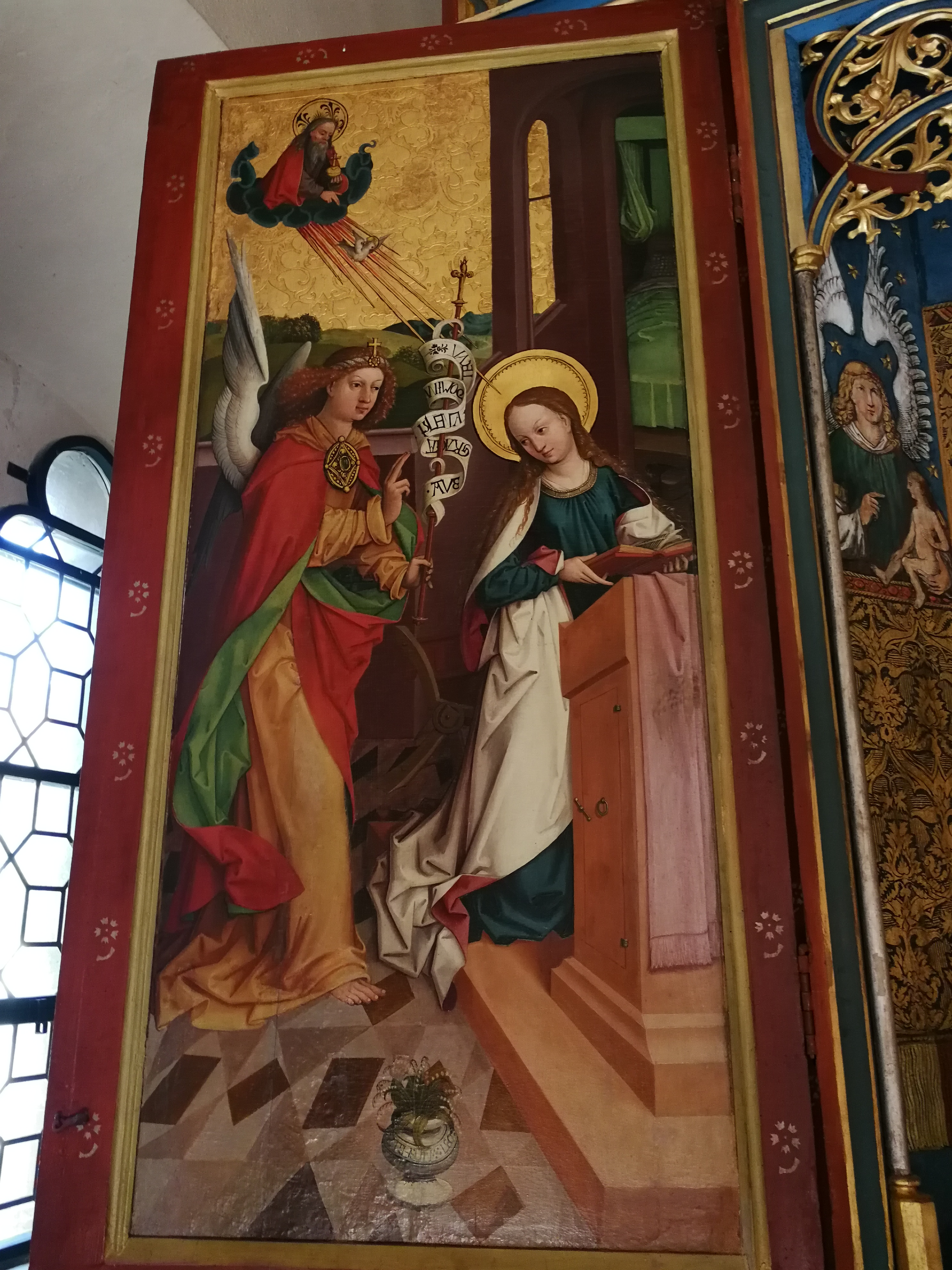
Mariä Verkündigung
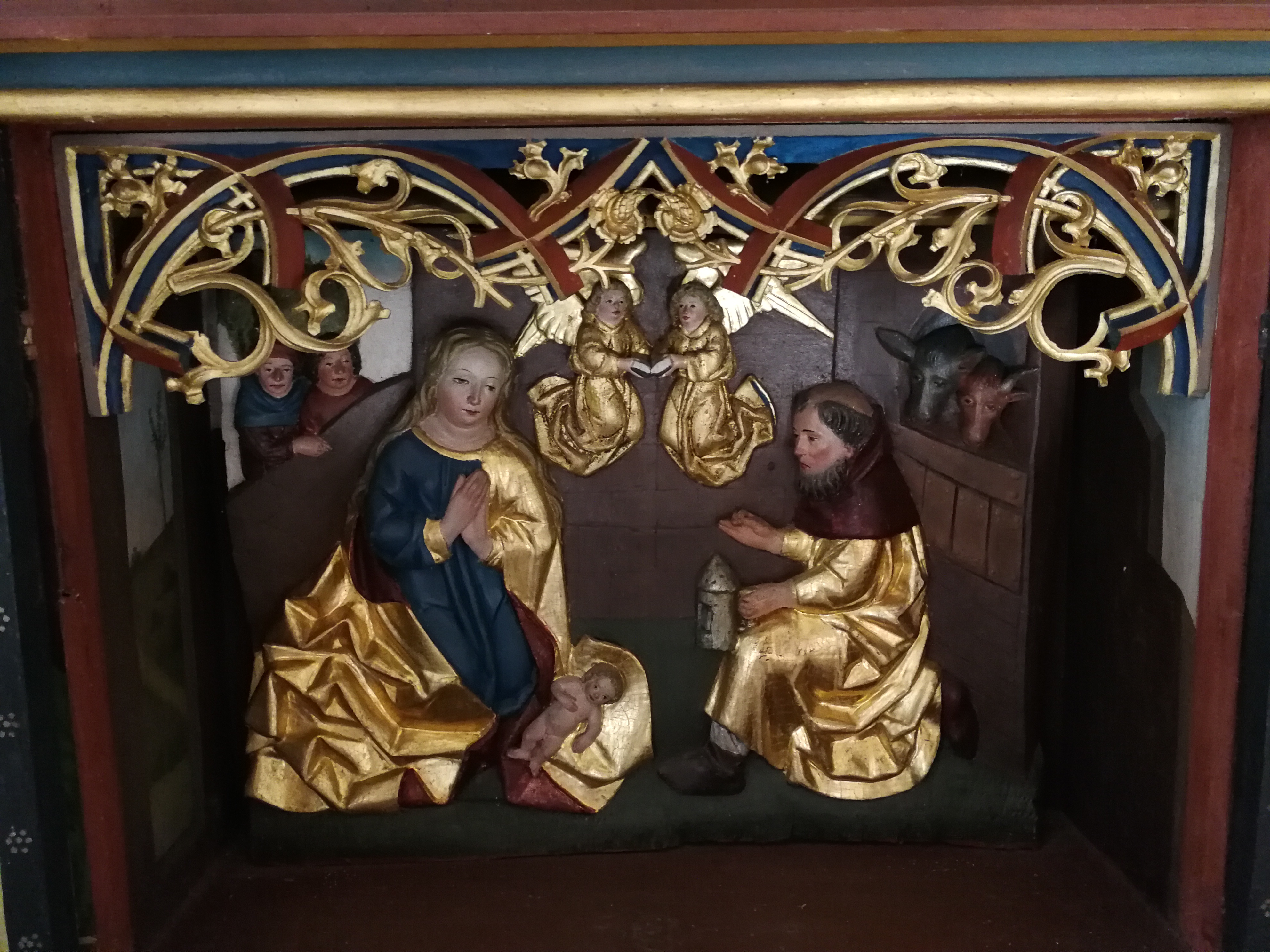
Predella, Geburt Jesu
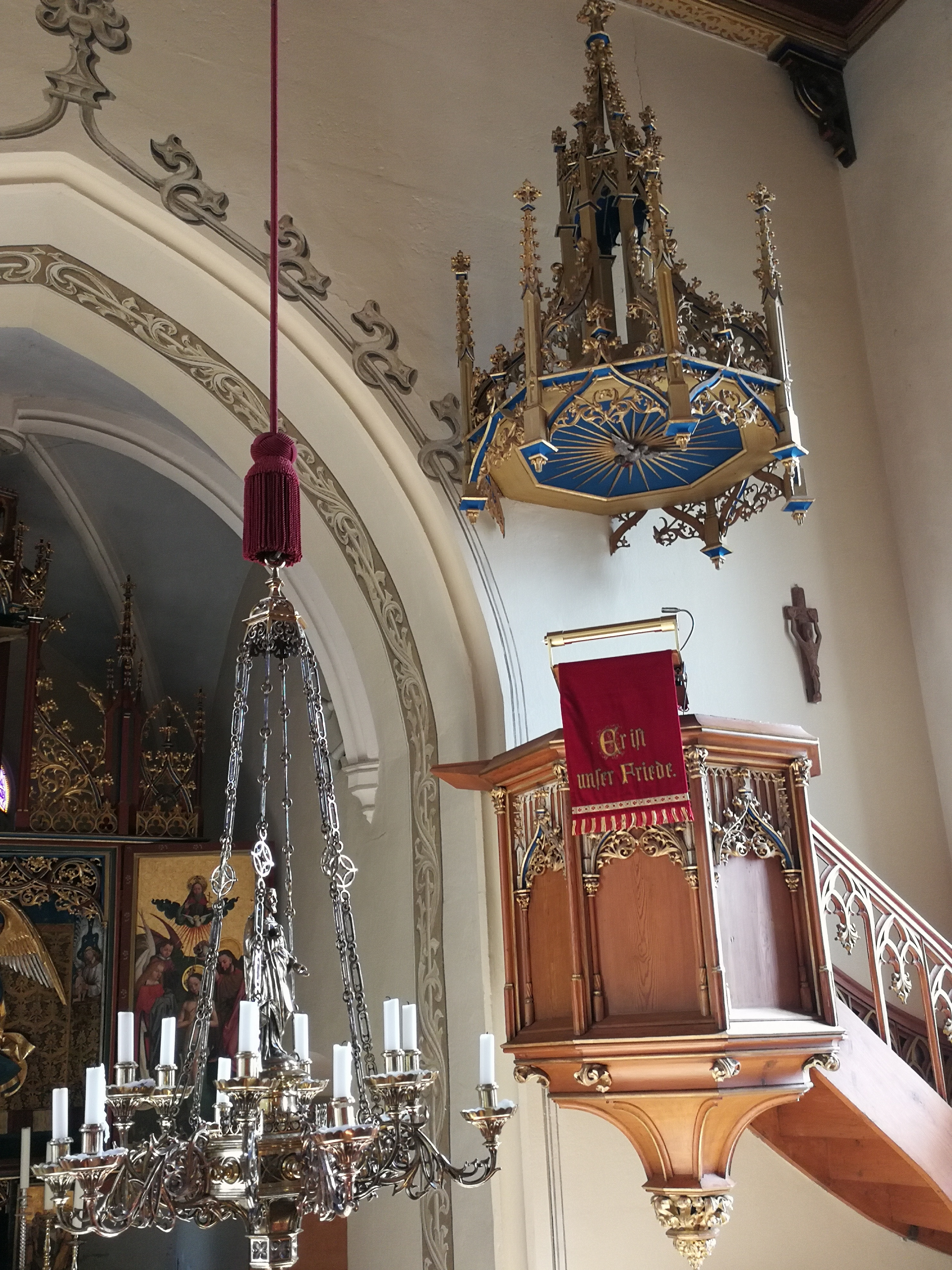
Kanzel und Kronleuchter
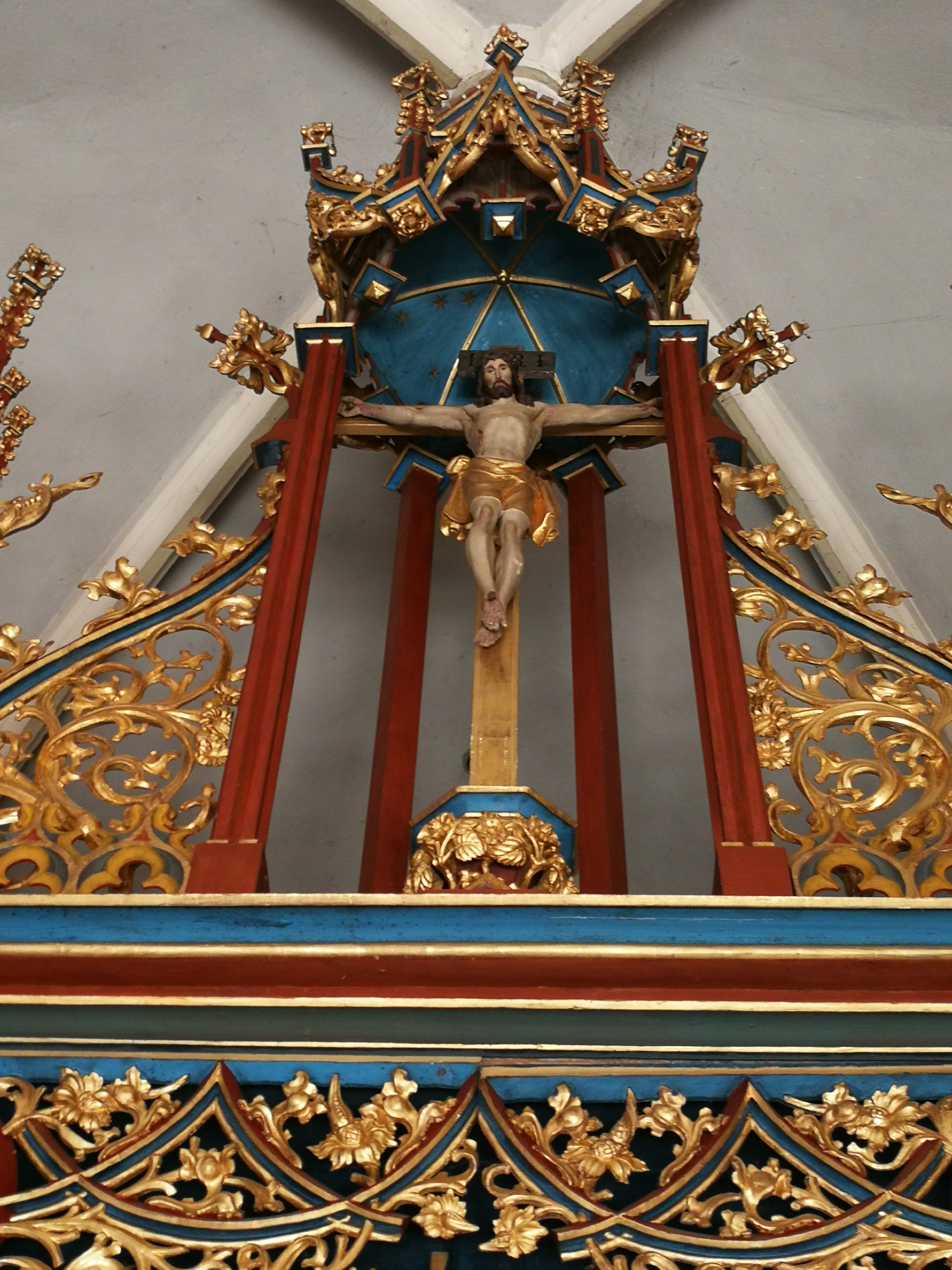
Altarkreuz
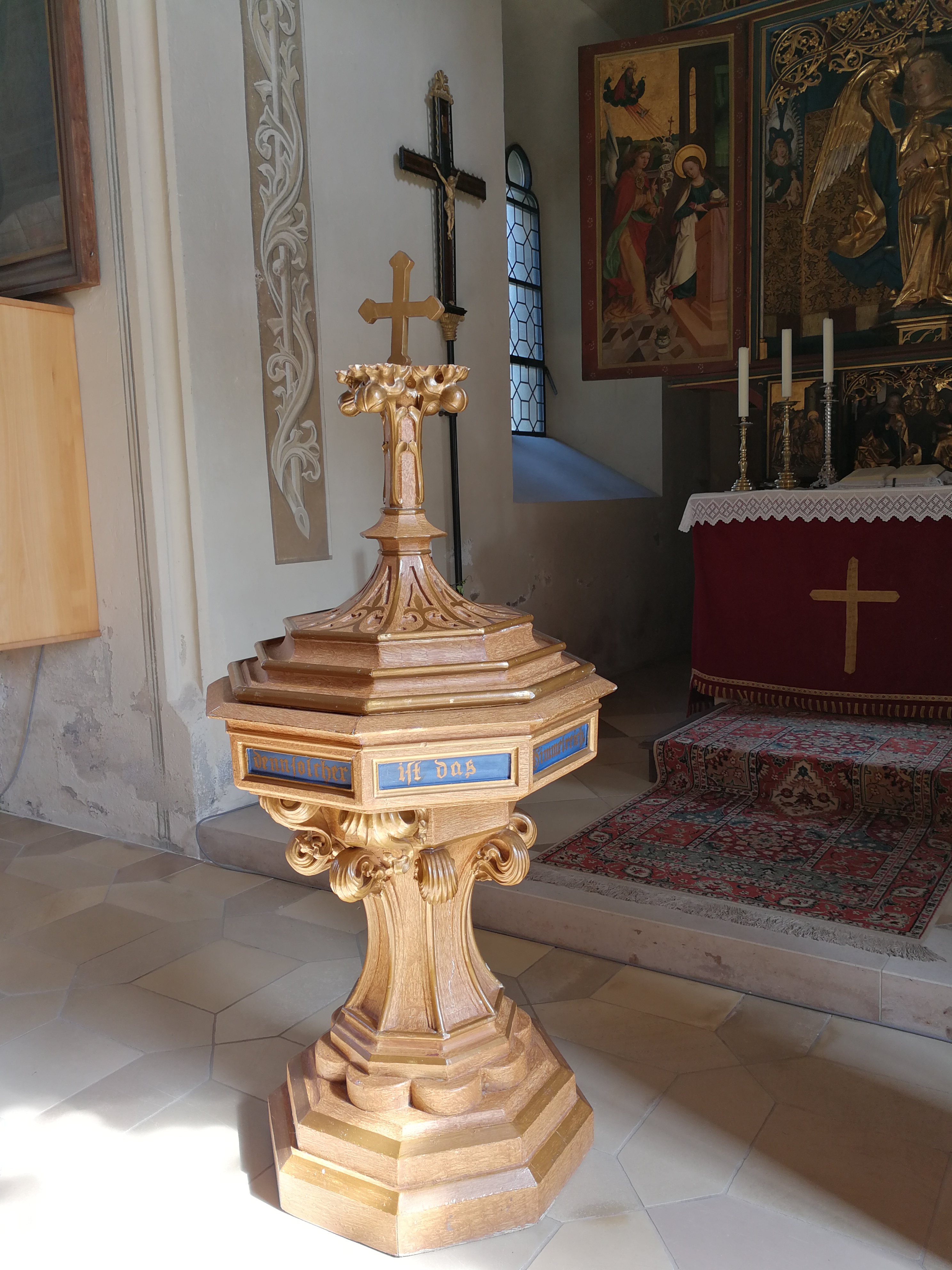
Taufstein
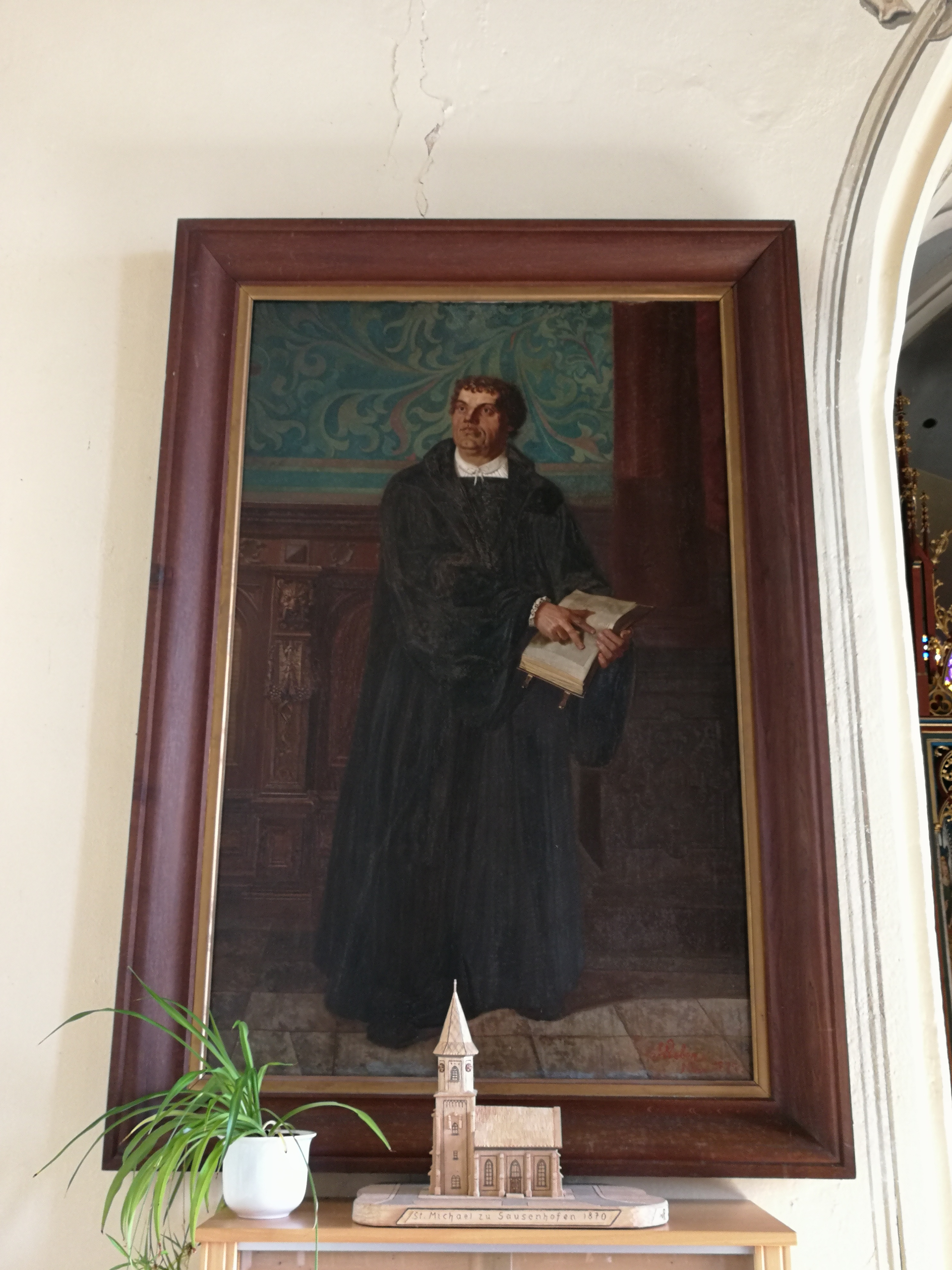
Martin Luther
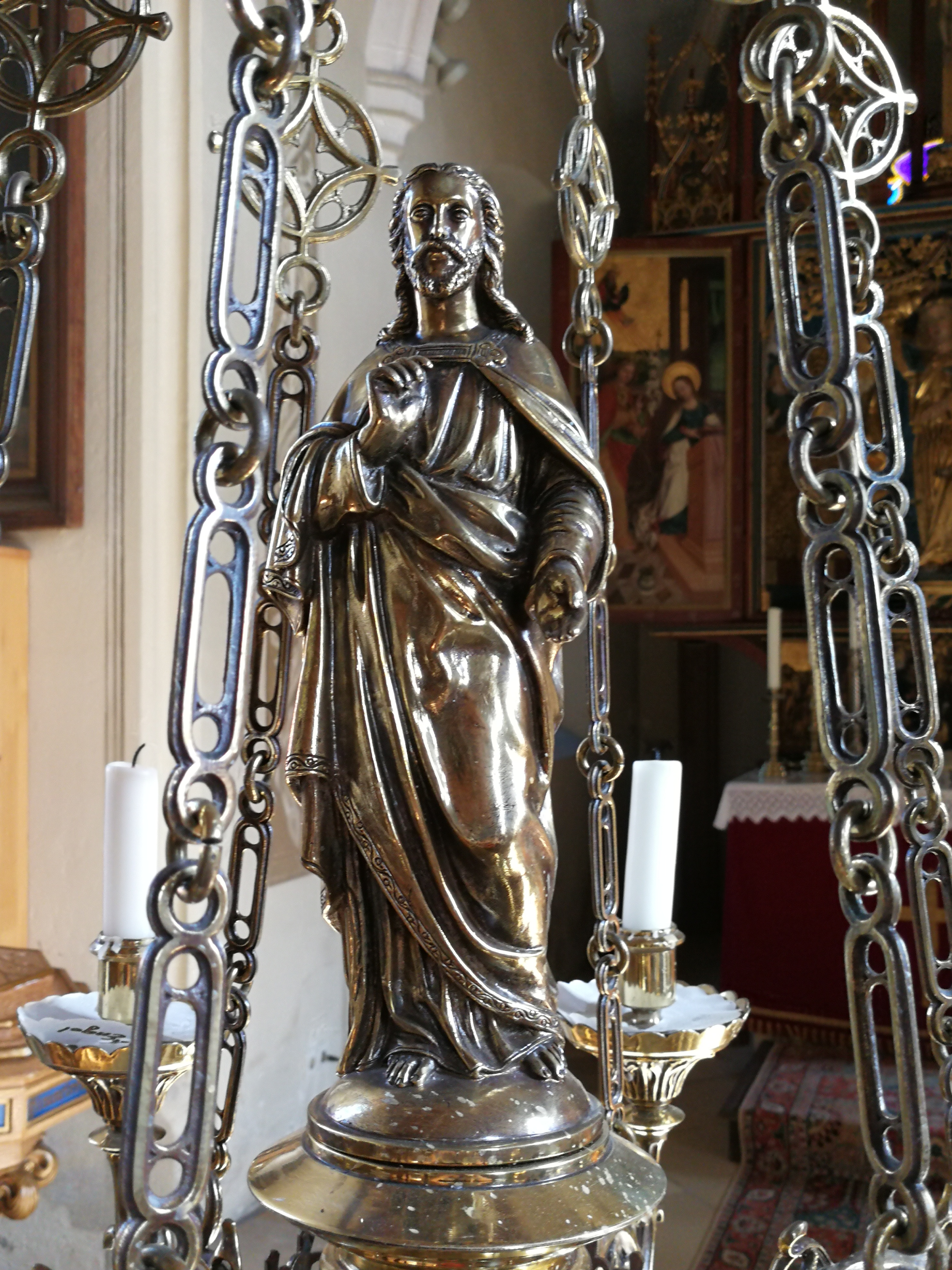
Kronleuchter
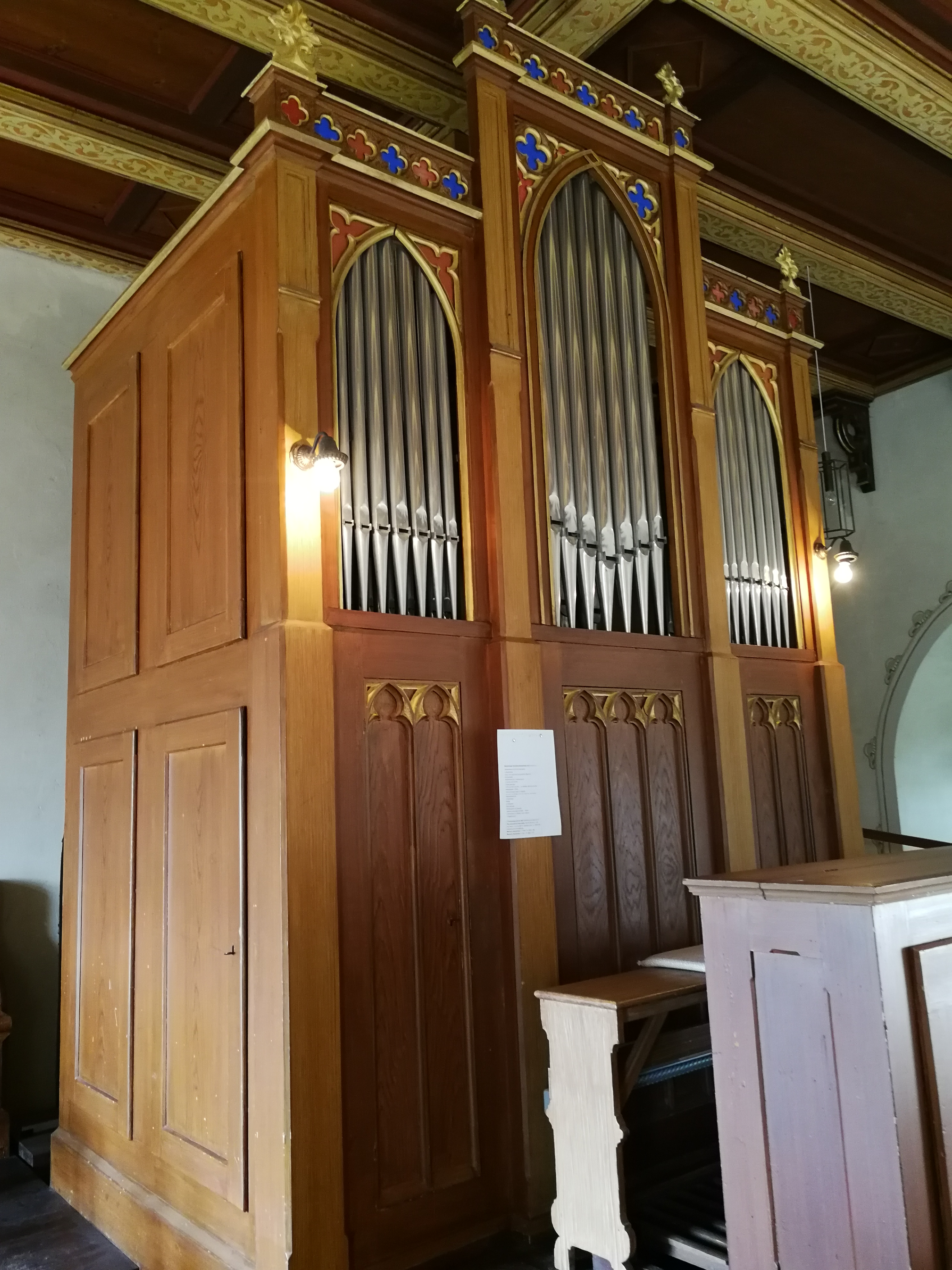
Steinmeyer-Orgel von 1870
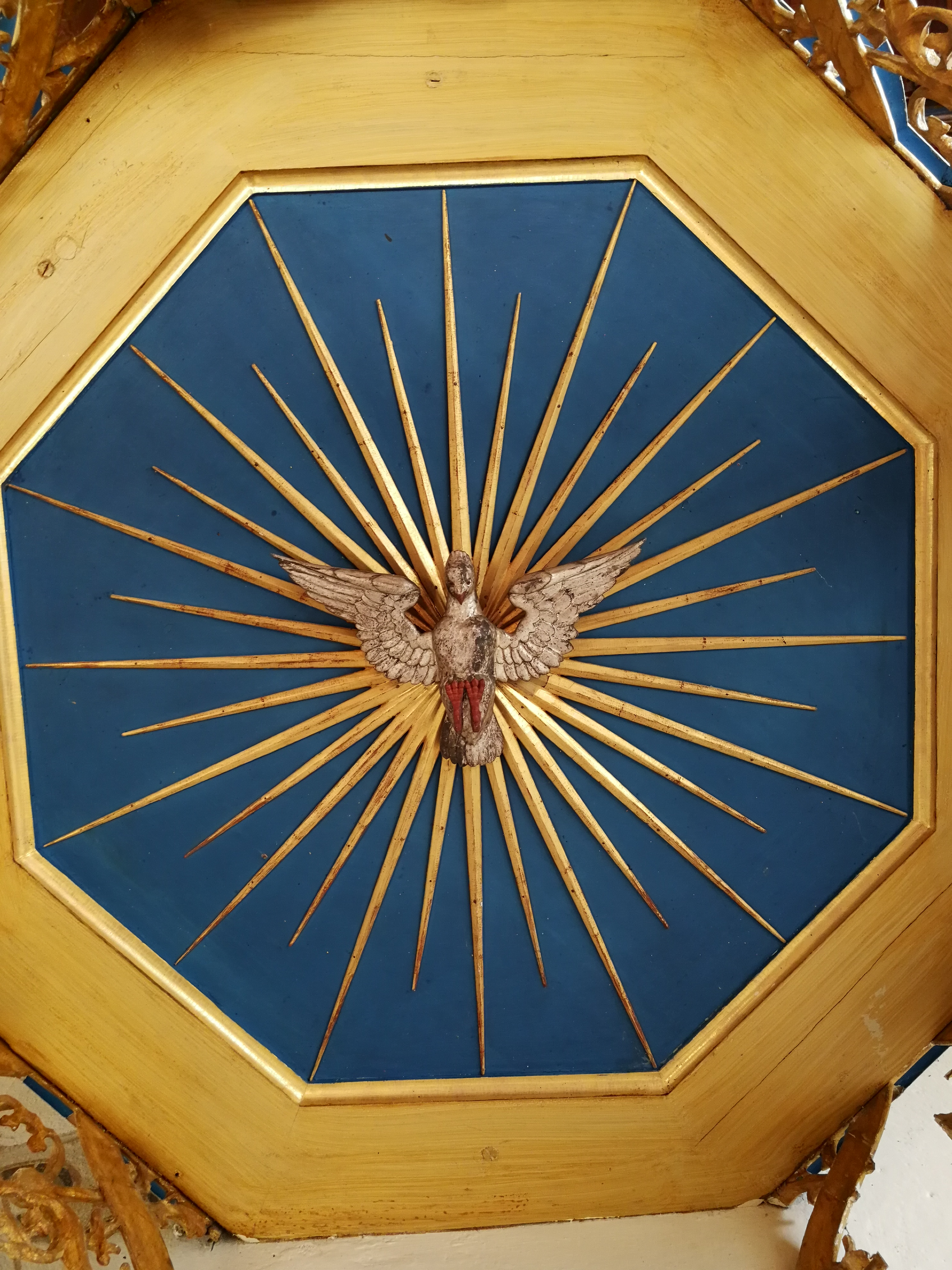
Kanzeldecke
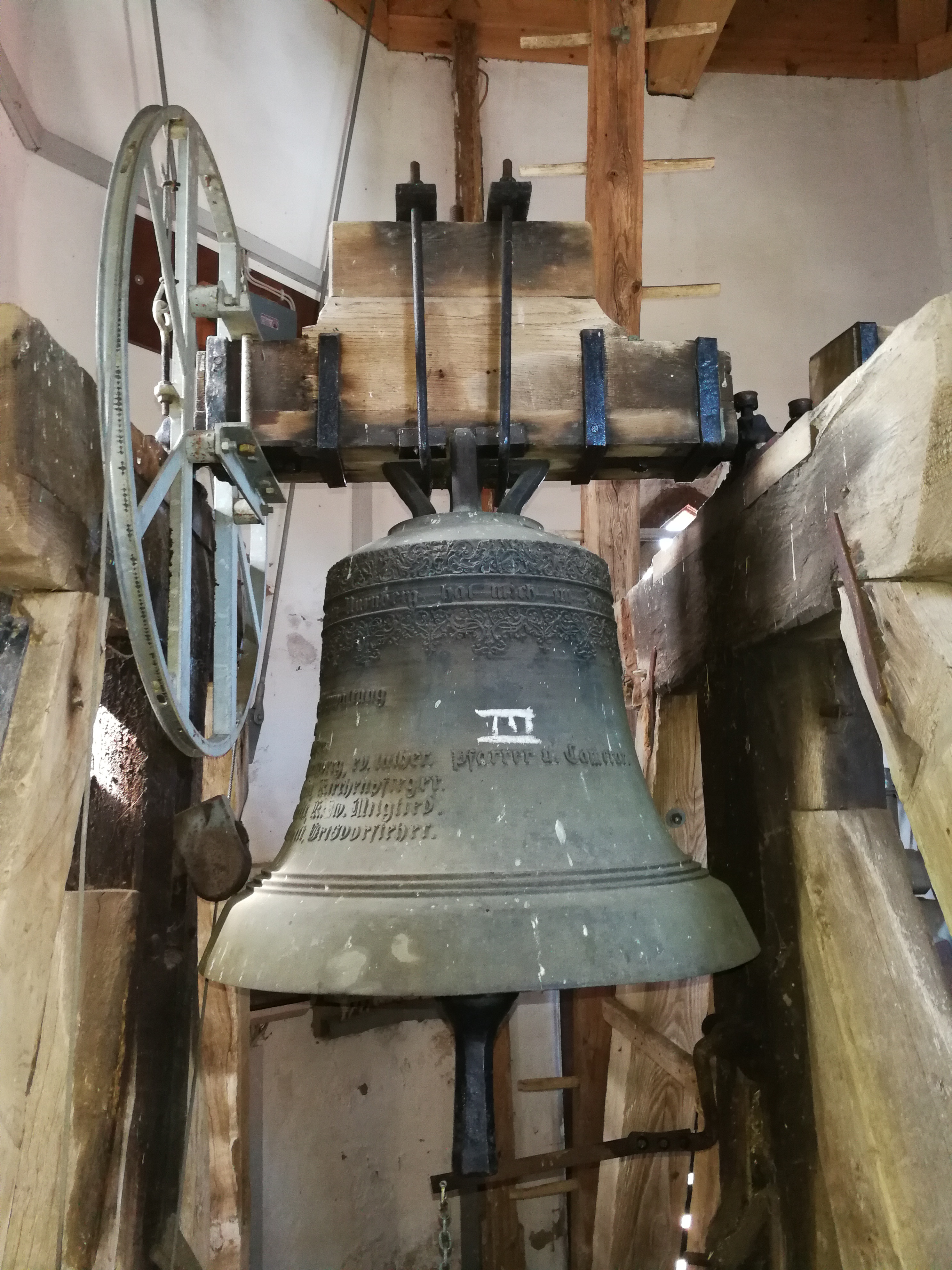
Kleine Glocke (Taufglocke)
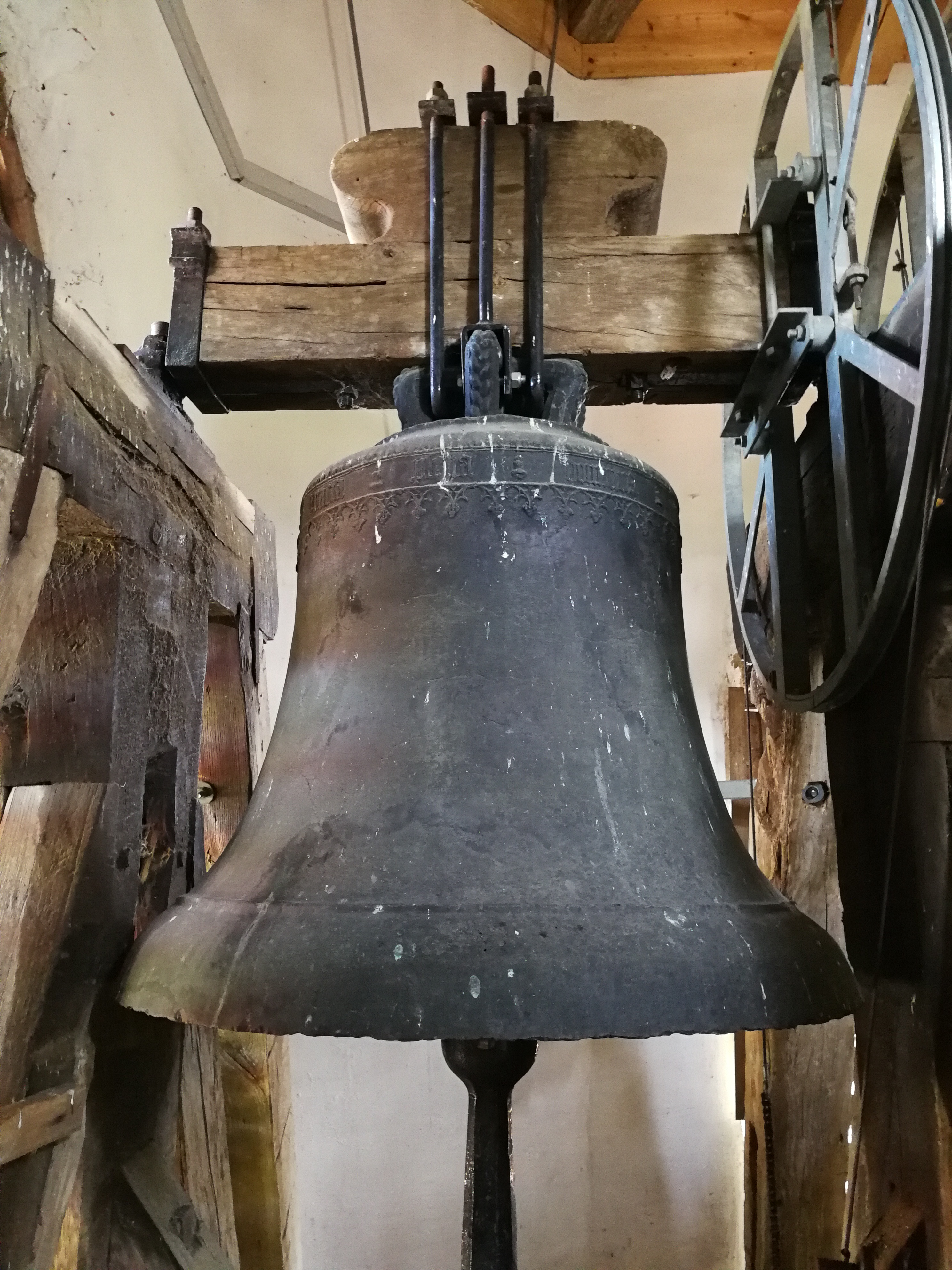
Mittlere Glocke (11-Uhr-Glocke)
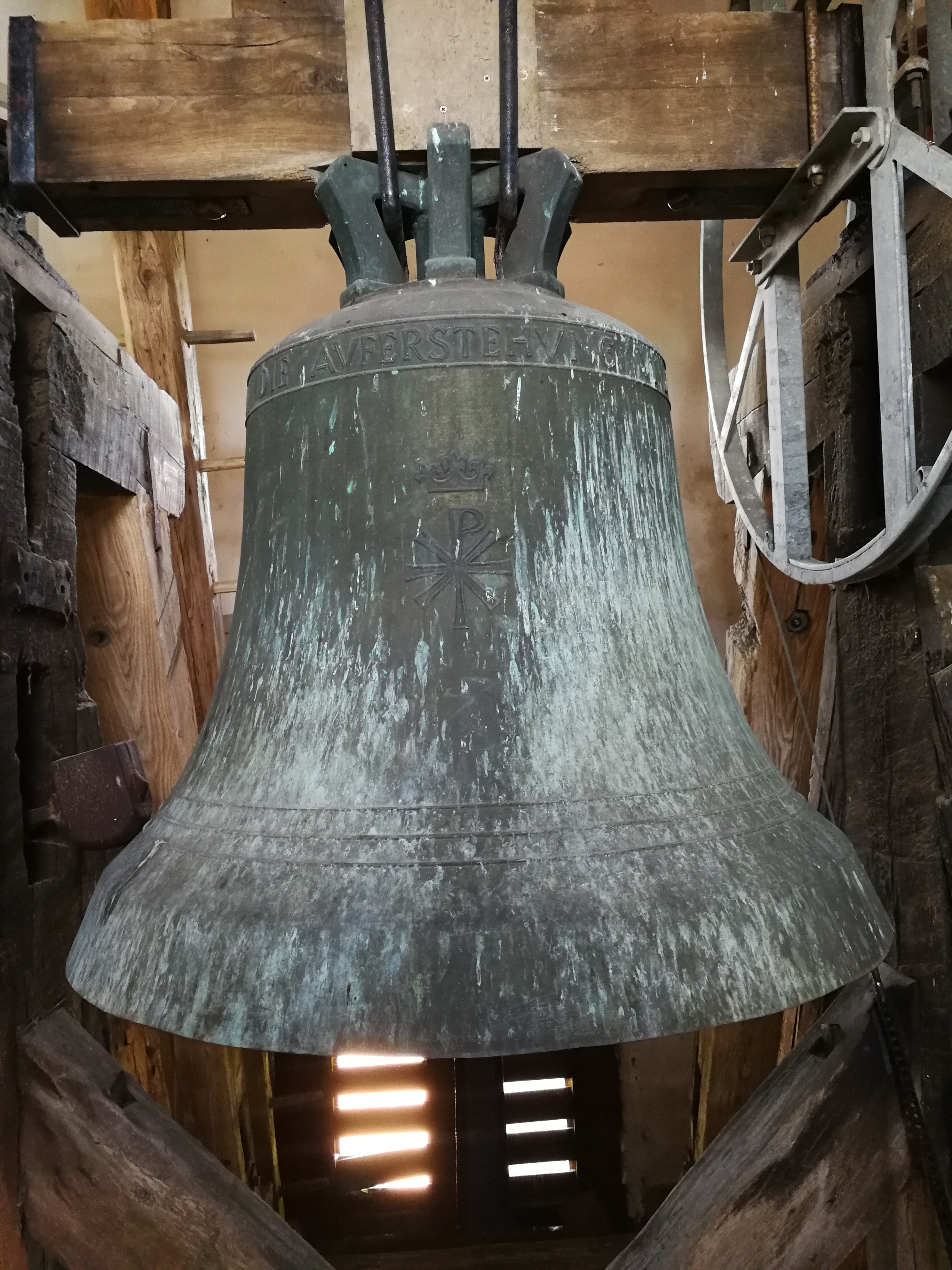
Große Glocke (12-Uhr-Glocke)